# Пол, Логан
Ло́ган Александр Пол (англ. Logan Alexander Paul; род. 1 апреля 1995, Уэстлейк, Огайо) — американский ютубер, рестлер, подкастер, актёр, боксёр. В настоящее время выступает в WWE на бренде Raw, где является бывшим чемпионом Соединённых Штатов.
Пол получил популярность в 2013 году, публикуя скетчи в приложении Vine. Он зарегистрировал свой канал на YouTube, TheOfficialLoganPaul, 18 октября 2013 года, где начал регулярно публиковать материалы после закрытия Vine. 29 августа 2015 года он создал канал Logan Paul Vlogs, который с тех пор стал его самым популярным каналом. По состоянию на сентябрь 2022 года канал получил 23 миллиона подписчиков и более 5,9 миллиарда просмотров. С ноября 2018 года Пол также ведёт подкаст Impaulsive, который имеет более 4 миллионов подписчиков на YouTube. Он является соучредителем компании, производящей напитки — Prime.
Пол был вовлечён в несколько скандалов, наиболее заметный связан с поездкой в Японию в декабре 2017 года, во время которой он посетил «лес самоубийц» Аокигахара, где снял на видео жертву самоубийства и выложил эти кадры на свой YouTube-канал.
В июне 2022 года Пол подписал многолетний контракт с ведущим американским рестлинг-промоушном WWE.

## Ранняя жизнь и карьера
Логан Пол родился в Уэстлейке, штат Огайо, вырос со своим младшим братом Джейком Полом, который также является видеоблогером и боксером. Их отец — Грегори Аллан Пол, риелтор, а мать — Памела Энн Степник (урожденная Мередит), дипломированная медсестра. 
Семья отца ирландского происхождения, а мама — еврейка. В то время как младший брат Джейк считает себя евреем и соблюдает иудейскую традицию, сам Логан описывает себя как христианина, который «не слишком религиозен». 
Логан начал создавать интернет-видео для канала YouTube под названием Zoosh, когда ему было 10 лет. Он учился в средней школе Вестлейк, в 2012 году получил звание All-Star в футбольной команде по версии издания The Plain Dealer, а также прошёл квалификацию на чемпионат штата Огайо по борьбе среди старшеклассников.

## Карьера видеоблогера
Поднялся к славе в качестве звезды в видео-сервисе Vine. В феврале 2014 года, он имел более 3,1 миллиона подписчиков в различных социальных сетях. Был признан одним из 10-ти самых влиятельных блогеров на Vine в 2015 году. Его видео также появились в других социальных сетях, включая Facebook, Instagram, Твиттер, Snapchat и на YouTube. Также ведет ежедневный видеоблог на YouTube, включающий в себя выполнение определённых задач. В октябре 2015 года, его видео в Facebook в совокупности имели более 300 миллионов просмотров.
В 2016 году Comcast закупил короткометражный сериал под названием «Логан Пол против».
31 декабря 2017 года Пол загрузил на свой YouTube-канал видео с трупом недавно умершего мужчины, который погиб через повешение в лесу Аокигахара у основания горы Фудзияма в Японии, известном как «лес самоубийц». Первоначально предполагалось, что это будет третья часть его серии «Токийские приключения», Пол и его группа планировали разбить лагерь в лесу, но после обнаружения трупа решили уведомить власти и отменить свои планы. Видео набрало 6,3 миллиона просмотров в течение 24 часов после загрузки. Видео Пола с изображением трупа и реакция его группы на него подверглись критике со стороны знаменитостей и политиков. Кроме того, другие члены сообщества YouTube обвинили его в бесчувственном отношении к жертвам самоубийств. Его также критиковали за другие проступки, в которых он принимал участие во время поездки, включая забирание на движущийся погрузчик на рыбном рынке в Цукидзи, снятие одежды на людной улице, а затем драку с одним из людей, с которыми он путешествовал, и бросание гигантского покебола в проходящих мимо граждан, включая сотрудника столичной полиции Токио.
В результате Пол удалил видео со своего канала, после чего 1 января 2018 года принёс письменные извинения в Твиттере. На следующий день, 2 января, на YouTube было опубликовано последующее видео-извинение, в котором Пол описывает своё поведение как «копинг» и просит своих поклонников перестать защищать его действия. 9 января YouTube выпустил заявление через свой аккаунт в Твиттере с осуждением видео Пола. В серии твитов было сказано: «Нам потребовалось много времени, чтобы ответить, но мы слушали все, что вы говорили. Мы знаем, что действия одного автора могут повлиять на все сообщество, поэтому скоро мы поделимся с вами информацией о шагах, которые мы предпринимаем, чтобы подобное видео больше никогда не распространялось». 10 января YouTube объявил, что удаляет каналы Пола из Google Preferred, своей рекламной программы, а также отменил ряд совместных проектов с Полом. 15 января Пол был замечен в аэропорту Лос-Анджелеса репортёрами TMZ. Он сказал, что многому научился на своих ошибках и считает, что с ним обошлись «справедливо». На вопрос, заслуживает ли он второго шанса, Пол ответил: «Все заслуживают второго шанса, брат». В ответ он пожертвовал 1 миллион долларов агентствам по предотвращению самоубийств. 4 февраля Пол официально вернулся к ежедневным влогам на YouTube после 3-недельного перерыва. 12 февраля генеральный директор YouTube Сьюзен Воджитски заявила, что Пол не нарушил политику «трёх страйков» YouTube и не соответствует критериям для запрета на использование платформы.

## Кино и телевидение
В начале 2015 года, Логан был замечен в сериале «Law & Order: Special Victims Unit», а также в сериале «Странные одиночки» на Fox TV, где сыграл роль «близнецов Полов». Также снялся в эпизоде сериала «Сшиватели». В 2016 году снялся в фильме «Отсев» вместе с Лист, Пейтон Рой. На 2017 год запланирован выход фильма «Airplane Mode», в котором ему предстоит играть главную роль. Также снялся в эпизодической роли в фильмах «Спасатели Малибу» и «Космос между нами». Пол также участвовал в ряде рекламных кампаний, в том числе Hanes, PepsiCo и HBO.

## Боксерская карьера

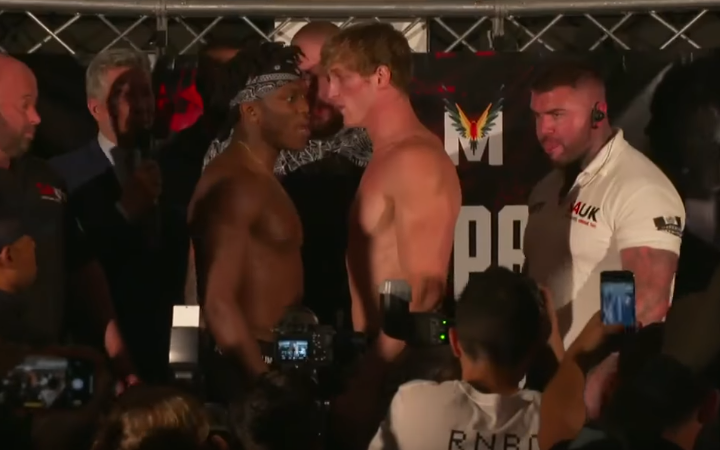
KSI против Логана Пола

Логан любительски занимался боксом. 3 февраля 2018 года после его любительского боксёрского матча с Джо Веллером, британский YouTube-пользователь Olajide, более известен как KSI, бросил вызов Логану Полу и его брату Джейку и вызвал их обоих на боксёрский поединок. Он также бросал вызов отставному футболисту Рио Фердинанду.
24 февраля 2018 года было объявлено, что братья Пол провели бои с братьями Olatunji (KSI и его младший брат Deji, также известный как «ComedyShortsGamer») в серии боксёрских матчей: Логан против Olajide в одном матче и Джейк против Deji в другом. Бой закончился вничью: два судьи оценили бой со счётом 57-57, а третий судья присудил победу KSI со счётом 58-57.
6 декабря 2020 года было объявлено, что Пол встретится с бывшим чемпионом мира в пяти дивизионах Флойдом Мейвезером-младшим в выставочном поединке 20 февраля 2021 года. Бой был перенесён и состоялся 6 июня 2021 года на стадионе «Хард Рок Стэдиум» в Майами-Гарденс, Флорида. Поединок состоял из постоянных клинчей, инициированных Полом, и прошёл всю дистанцию под звуки освистывания зрителей, победитель не был объявлен. Превосходство Мэйвезера в боксе было отражено в статистике ударов CompuBox: Мэйвезер попал 43 удара из 107 нанесённых (40,2 %), в то время как Пол попал 28 ударов из 217 нанесённых (12,9 %). Шоу было продано более одного миллиона раз на PPV.
| Сводная информация по профессиональным рекордам |         |   |
| 1                                               | 0 побед | 1 |
| По решению                                      | 0       | 1 |

| Номер | Результат | Показатель | Противник              | Категория | Время раунда | Дата          | Место                              | Примечания     |
| ----- | --------- | ---------- | ---------------------- | --------- | ------------ | ------------- | ---------------------------------- | -------------- |
| 1     | Поражение | 0-1-0      | Olajide Olatunji (KSI) | MD        | 6            | Авг. 25, 2018 | Манчестер арена, Манчестер, Англия | Для титула YBC |

## Карьера в рестлинге

### WWE

#### Различные противостояния (2021—2023)
На эпизоде SmackDown от 2 апреля 2021 года Пол дебютировал в WWE в качестве гостя Сами Зейна на красной дорожке премьеры его документального фильма, а позже Зейн пригласил Пола быть на ринге во время его матча на WrestleMania 37 против Кевина Оуэнса. На шоу, после того как Оуэнс победил Зейна, Пол праздновал с Оуэнсом, после чего Оуэнс провёл ему Stunner. В эпизоде SmackDown от 3 сентября Пол вернулся в WWE в качестве специального гостя Хэппи Корбина в сегменте The KO Show, где Пол помог Корбину напасть на Кевина Оуэнса.
В эпизоде Raw от 21 февраля 2022 года стало известно, что Пол стал партнёром Миза по команде, которая выступит против Рея Мистерио и Доминика Мистерио на WrestleMania 38. На шоу Пол и Миз победили Мистерио, однако после матча Миз напал на Пола. Одним из элементов костюма Пола на шоу была карта Pokémon «Иллюстратор» за 6 миллионов долларов.
30 июня 2022 года Пол подписал многолетний контракт с WWE.
На шоу Raw 18 июля 2022 года был назначен матч при участии Пола на шоу SummerSlam. Противником Пола стал бывший напарник по матчу на WrestleMania 38 — Миз. 30 июля на SummerSlam Пол победил Миза в 14-минутом матче.
В сентябре 2022 года гостем подкаста Пола Impaulsive стал Роман Рейнс, где участники обменялись критическими высказываниями лицом к лицу. 16 сентября Логан Пол появился на шоу WWE Smackdown, где пригласил Романа Рейнса на пресс-конференцию в Лас-Вегас на следующий день, а также высказал уверенность в том, что Рейнс — доминирующий чемпион, но один удачный удар может принести победу Полу. На пресс-конференции был утверждён матч между Полом и Рейнсом. В последующем Рейнс потребовал от своих подопечных, чтоб они не трогали Логана Пола, чтобы не использовать преимущество в количестве, однако на Smackdown 21 октября Джей Усо напал на Пола в концовке шоу. В результате Пол смог ответить мощным ударом, вырубив Усо. Это третий матч Пола в WWE после командного матча на WrestleMania 38 и матча 1х1 против Миза на SummerSlam 2022. Готовиться к матчу Полу помогали тренеры WWE Дрю Гулак и Шейн Хелмс, а также старший вице-президент WWE по развитию кадров Шон Майклс. Для подготовки Полу в Пуэрто-Рико, где тот проживал и тренировался, выслали ринг WWE. За день до шоу на пресс-конференции, посвящённой Crown Jewel, объявили, что Логана Пола в день матча поддержит его брат Джейк Пол. В матче доминировал Рейнс, однако Логан Пол успешно отвечал за счёт природных данных, силы и ловкости. Когда Рейнсу на помощь вышли братья Усо, их попытались нейтрализовать друзья Пола, сидевшие в первом ряду, однако они были быстро побиты. В результате помочь брату вышел Джейк Пол, который поочерёдно вырубил Джимми и Джея Усо боксёрскими ударами. Его вышел нейтрализовывать Соло Сикоа. Возникла серьёзная неразбериха, Логан Пол воспользовался ей, чтобы провести прыжок с ринга за его пределы на всех оппонентов. Ярким моментом матча стала атака Пола с канатов на стол комментаторов, где уже был положен Рейнс. Эту атаку Пол провёл в прямом эфире в инстаграме, и ролик быстро собрал более 40 миллионов просмотров. Когда Пол вернулся на ринг, Рейнс быстро поймал его на «Супермен-панч» и удержал. По ходу матча Логан Пол получил тяжёлую травму колена, однако смог завершить матч до финиша.

#### Чемпион Соединённых Штатов (2023—2024)
28 января 2023 года Пол вернулся после травмы на Royal Rumble под номером 29, устранив Сета Роллинса, прежде чем его устранил победитель Коди Роудс. На Elimination Chamber 18 февраля Пол пробрался в матч Elimination Chamber и лишил Роллинса титула чемпиона Соединённых Штатов. В эпизоде Raw от 6 марта матч между Полом и Роллинсом был запланирован на WrestleMania 39. Первым вечером WrestleMania 39 Пол проиграл Роллинсу. Как и его матч с Романом Рейнсом, поединок получил высокую оценку критиков, и первоначально он стал заключительным матчем по первоначальному контракту Пола. Однако через неделю Пол подписал новый многолетний контракт с WWE. Согласно новому контракту, Пол будет принимать более активное участие и появляться на публике, а сам Пол заявил, что хочет выиграть чемпионство WWE.
Своё первое появление после первой ночи WrestleMania 39 Пол совершил на выпуске Raw 19 июня 2023 года, где он объявил, что его добавили в мужской матч Money in the Bank, который состоялся на одноимённом шоу. Во время матча, в котором Полу не удалось победить, он и Рикошет неудачно выполнили приём «Шпанская мушка» с верхнего каната. Это привело к матчу на SummerSlam, где Пол победил Рикошета после использования кастета.

## Личная жизнь
В октябре 2015 года Пол жил в доме на Голливуде, в штате Калифорния, где жили и другие знаменитости социальных сетей, включая Amanda Cerny, Juanpa Zurita и Andrew Bachelor, со своим соседом по комнате Mark Dohner и Evan «Dwarf Mamba» Eckenrode. Эта близость поспособствовала появлению различных проектов на их видео. В октябре 2017 года, Пол и Eckenrode переехала в поместье в Энсино, штат Калифорния, изгнанные из своих предыдущих мест жительства. 10 февраля 2018 года Пол рассказал, что в его имении проживало около двадцати человек.
У блогера есть младший брат, актёр и «Вайн-звезда» — Джейк Пол, который играл в ситкоме Bizaardvark на канале Disney.
Состоял в отношениях с американской актрисой Хлоей Беннет. В 2022 году он начал встречаться с моделью Ниной Агдал. 9 июля 2023 года Пол разместил на своей странице в Instagram фотографии своего предложения Агдал и объявления об их помолвке. 30 сентября 2024 года у пары родилась дочь — Эсме Агдал Пол.

## Фильмография

### Короткометражные фильмы
| Год  | Название                      | Роль          | Примечания             |
| ---- | ----------------------------- | ------------- | ---------------------- |
| 2014 | Rainbow Man                   | Карл          | Короткометражный фильм |
| 2016 | Chainsaw                      | Крейг         | Короткометражный фильм |
| 2016 | The Thinning                  | Блейк Риддинг |                        |
| 2017 | The Space Between Us          | Роджер        |                        |
| 2017 | Superstition: The Rule of 3’s | Пристон       | Post-production        |
| 2017 | Where’s the Money?            | Эдди          | Post-production        |
| 2017 | Linked                        | Логан         | Post-production        |
| 2017 | Airplane Mode                 | н/д           | Post-production        |
| 2018 | Undying                       | н/д           | Post-production        |

### Телевидение
| Год  | Название                          | Роль            | Примечания                                                         |
| ---- | --------------------------------- | --------------- | ------------------------------------------------------------------ |
| 2015 | Law & Order: Special Victims Unit | Райан           | Episode: «Intimidation Game»                                       |
| 2015 | Weird Loners                      | Близнецы Логаны | Episode: «Weird Pilot»                                             |
| 2016 | Stitchers                         | Тэо Энджелсон   | Episodes: «The Two Deaths of Jamie B.» and «The One That Got Away» |
| 2016 | Walk the Prank                    | Играет себя     | Episode: «So You Think You Can Middle School Dance»                |
| 2016 | Bizaardvark                       | Кирк            | Episode: «The First Law of Dirk»                                   |

### Веб-фильмы
| Год             | Название          | Роль         | Примечания             |
| --------------- | ----------------- | ------------ | ---------------------- |
| 2014            | Bad Weather Films | Карл         | Episode: «Rainbow Man» |
| 2015-наше время | Logan Paul        | Играет себя  |                        |
| 2016            | Logan Paul Vs.    | Играет себя  |                        |
| 2016-наше время | Foursome          | Алек Фикслер | Главная роль           |

## Музыкальные видео
| Год  | Артист     | Название        | Роль          | Примечания |
| ---- | ---------- | --------------- | ------------- | ---------- |
| 2014 | Bart Baker | «Wiggle Parody» | Murray Wiggle |            |

| Название                                                     | Год  | Режиссёр              |
| ------------------------------------------------------------ | ---- | --------------------- |
| The Song of the Summer (совместно с Desiigner)               | 2017 | Скотт Браун           |
| Help Me Help You (совместно с Why Don't We, Shay Mitchell)   | 2017 | Логан Пол             |
| The Fall of Jake Paul (совместно с Why Don't We)             | 2017 | Логан Пол             |
| The Fall of Jake Paul (Full Song) (совместно с Why Don't We) | 2017 | Логан Пол             |
| The Rise of the Pauls (совместно с Джейком Полом)            | 2017 | Логан Пол             |
| Hero (совместно с Zircon)                                    | 2017 | Логан Пол             |
| No Handlebars                                                | 2017 | Логан Пол             |
| Outta My Hair (совместно с Bella Thorne)                     | 2017 | Eli Sokhn и Логан Пол |
| Santa Diss Track                                             | 2017 | Логан Пол             |

## Награды и номинации
| Год  | Номинируемая работа | Категория                                         | Результат |
| ---- | ------------------- | ------------------------------------------------- | --------- |
| 2014 | Логан Пол           | Shorty Awards — Vine года                         | Номинация |
| 2014 | Логан Пол           | Shorty Awards — Видеооператор                     | Номинация |
| 2015 | Логан Пол           | Shorty Awards — Лучшая Vine комедия               | Номинация |
| 2016 | Роль в Foursome     | Streamy Awards — Лучший ансамбль в веб-сериале    | Номинация |
| 2016 | Логан Пол           | Streamy Awards — Лучшии Комедийные Серии          | Номинация |
| 2017 | Логан Пол           | Teen Choice Awards — Мужская веб-звезда           | Победа    |
| 2017 | Логан Пол           | Teen Choice Awards — Комедийная веб-звезда        | Победа    |
| 2017 | Логан Пол           | Teen Choice Awards — YouTuber                     | Номинация |
| 2017 | Роль в The Thinning | Streamy Awards — Лучшие комедийные сериалы        | Номинация |
| 2017 | Логан Пол           | Streamy Awards — Выбор аудитории — создатель года | Номинация |
| 2017 | Логан Пол           | Streamy Awards — Рассказчик                       | Номинация |

## Титулы и достижения
- WWE
  - Чемпион Соединённых Штатов WWE (1 раз)[5]